# Битва при Мардж аль-Саффаре (1303)
Битва при Мардж аль-Саффаре — трёхдневное сражение, состоявшееся с 20 по 22 апреля 1303 года, между армиями мамлюков и монголов (с которыми вместе сражались их армянские союзники) в Сирии, к югу от Дамаска. Битва закончилась полным разгромом монголов и положила конец их вторжениям на Ближний Восток.

## Предыстория
Целая череда впечатляющих побед монгольских кочевников, начавшаяся в 1218 году с их вторжения в государство Хорезмшахов, вскоре привела к покорению чингизидами большей части Персии, а также сельджукского султаната в Малой Азии. Включив в состав своей армии войска вассальных территорий, таких как Киликийская Армения и Грузинское царство, монголы захватили, разграбили и разрушили в 1258 году Багдад. После этого войскам чингизидов в 1260 году покорились Алеппо и Дамаск. Однако чуть позже в этом же году монголы в Битве при Айн-Джалуте потерпели первое крупное поражение от армии мамлюков. В итоге чингизидов вытеснили из Дамаска и Алеппо и заставили отступить за Евфрат.
Через 39 лет Газан-хан лидер государства Хулагуидов предпринял новое вторжение в Сирию и в 1299 году захватил Алеппо. В том же году Газан-хан разбил отряды мамлюков в Битве в долине Эль-Хазнадар. После этой победы ему вскоре покорился Дамаск. Дав воинам небольшую передышку, Газан-хан покинул Сирию и вернулся в свои владения на Востоке. Однако жители Дамаска тут же отказались от статуса вассалов Чингизидов. Газан-хан решил проучить изменников.

## Обстановка перед битвой
В 1303 году Газан-хан отправил в Сирию своего полководца Кутлу-шаха с новой армией. Жители и правители Алеппо и Хамы бежали в страхе в Дамаск. Город оказался переполнен беженцами. Из-за паники и страха перед монголами многие предлагали капитулировать.
Однако в это время в Дамаске находился мамлюкский эмир Бейбарс (будущий султан Бейбарс II аль-Джашанкир). Он отправил гонцов к султану Египта Мухаммаду I ан-Насиру, чтобы тот срочно прислал войско для борьбы с вторжением монголов. Султан колебался. Поражение обрекало Египет на завоевание монголами. Убедить султана в необходимости активных действий взялся известный теолог и правовед Ибн Таймия. Он смог найти нужные слова и Мухаамад I ан-Насир объявил о походе войска в Сирию.
Вскоре из Египта выступила крупная армия. Быстрым маршем мамлюки направились к Дамаску. Однако начинался священный месяц Рамадан, а значит, воины были обязаны соблюдать строгий пост. Измученные тяжёлым переходом они оказались ещё ослаблены и сознательным голоданием. И тогда, согласно рассказам мусульманских авторов, Ибн Таймийя, приводя в пример пророка Мухаммеда, который в критической ситуации распорядился прервать пост на время похода для освобождению Мекки от язычников, вынес особую фетву. Это решение гласило, что для победы над могущественным врагом воинам нужно много сил, а значит, пост на некоторое время следует прекратить. Авторитет Ибн Таймии был так велик, что никто не посмел спорить. Мамлюки смогли полноценно питаться и быстро восстановили силы.
19 апреля 1303 года монголы достигли окраин Дамаска и обнаружили авангард мамлюкских отрядов. Обе армии сошлись на равнине Мардж аль-Саффар.

## Битва
Битва началась или 20 апреля 1303 года (или второго числа месяца Рамадан 702 года по календарю Хиджры). Армия Кутлу-Шаха расположилась возле реки. Сражение началось с нападения левого крыла монгольской армии (около 10 тысяч воинов) на правое крыло войска мамлюков. Египтяне понесли тяжелые потери и начали отступать. Вскоре в бой вступили отряды центра и левого крыла мамлюков (под командованием эмиров Салара и Бейбарса аль-Джашанкира) вместе с которыми находились их союзники из числа бедуинов, сражавшихся на верблюдах. Монголы продолжали оказывать давление на правый фланг египетской армии. Положение мамлюков долго было шатким. Однако их левый фланг выдержал натиск монголов.
Кутлу-шах отправился на вершину близлежащего холма, желая с высоты наблюдать триумфальную победу своих войск. Однако египетские всадники неожиданно окружили холм. Телохранители Кутлу-шаха с трудом отбили атаки мамлюков и понесли тяжёлые потери. При этом основное войско монголов оставалось без руководства и утратило инициативу. С наступлением темноты битва затихла. На следующий день ранним утром мамлюки намеренно освободили защитникам холма проход для отступления. Монголы бросились к реке, чтобы напоить коней и найти основное войско. В это время мамлюки султана быстро атаковали кочевников. До полудня продолжались ожесточённые стычки и постепенно перевес оказался на стороне мамлюков.
На следующий день монголы начали отступление. Тем самым Кутлу-шах признал поражение. Причём армия мамлюков продолжала преследовать монголов вплоть до Кариятайна.

## Последствия
Согласно сообщениям средневекового египетского историка Такиюддина аль-Макризи, после битвы Кутлу-шах быстро отступил в Иран и направился к Газан-хану, который находился в Кушуфе. Весть о поражении привела хана в ярость. Он так разозлился, что у него из носа пошла кровь.
Вести о победе мамлюков быстро достигли Дамаска. Туда же направился и султан, чтобы отпраздновать победу своей армии.
Когда султан вернулся в Каир, он устроил некое подобие римского триумфа. Отряды мамлюков входил в город через Баб-ан-Наср (Врата Победы) и вели закованных в цепи пленных монголов. Со всего Египта в столицу были вызваны известные певцы и танцоры, чтобы выступать на праздниках в честь великой победу. Ликование продолжалось много дней.